# Criteri di Milano
I criteri di Milano sono dei parametri utilizzati per selezionare i pazienti affetti da carcinoma epatocellulare (hepatocellular carcinoma, HCC) in cui è chirurgicamente possibile effettuare una resezione del tumore e, possibilmente, in base alla classificazione di Barcellona (BCLC) effettuare un trapianto epatico.
Il trapianto di fegato rappresenta oggi il migliore trattamento per i pazienti affetti da piccoli HCC, grazie alla sua capacità di rimuovere contemporaneamente sia l'intero tumore sia il sottostante fegato cirrotico, che rappresenta una vera e propria condizione pre-cancerosa.

## Prime esperienze di trapianto per epatocarcinoma
Le prime esperienze di trapianto per HCC in giro per il mondo mostrarono risultati decisamente deludenti. Le prime serie di Starzl, negli Stati Uniti, mostrarono sopravvivenze non superiori al 40%, con elevati tassi di recidiva. Calne, in Inghilterra, ottenne solo un 6% di sopravvivenza oltre i 5 anni nei 50 pazienti sottoposti a trapianto per HCC. In Germania, allo stesso modo, Pichlmayr presentò il 20.4% di sopravvivenza attuariale a 5 anni su 52 pazienti trapiantati per epatoma. Nel primo report dello European Liver Transplant Registry (ELTR) l'HCC mostrò i peggiori risultati tra le varie cause di trapianto, con il 30.8% di sopravvivenza a 2 anni. Tali dati spinsero molti centri a non trapiantare più i pazienti neoplastici, o a selezionarli in base all'estensione della loro patologia. Tuttavia, non esisteva un criterio di selezione per l'HCC universalmente riconosciuto.

## Arrivano i criteri di Milano
Nel 1996, Mazzaferro et al. proposero i cosiddetti criteri di Milano (Milan Criteria, MC), basando la selezione dei pazienti da trapiantare in base ai parametri morfologici del tumore (lesione singola di dimensioni ≤ 5 cm o fino a 3 lesioni ciascuna con dimensioni ≤ 3 cm, in assenza di metastasi a distanza e di infiltrazione macrovascolare).
In questo studio condotto su 48 pazienti affetti da HCC non resecabili su cirrosi sottoposti a trapianto epatico da donatore cadavere, venne evidenziata una mortalità totale del 17%. La recidiva tumorale si osservò solo nell'8%. I 35 pazienti che rientravano entro i MC mostrarono sopravvivenze globali e libere da malattia a quattro anni rispettivamente dell'85% e del 92%, mentre i 13 pazienti oltre i criteri (27% del totale), mostrarono sopravvivenze rispettivamente del 50% e del 59% (P 0.01 per la sopravvivenza globale e P 0.002 per la sopravvivenza libera da malattia).
Grazie a questi risultati incoraggianti, numerosi centri incominciarono ad adottare i MC per selezionare i candidati al trapianto, ed oggi essi, dopo essere stati validati in tutto il mondo, vengono utilizzati da numerosissimi centri trapiantologici, fornendo tassi di recidiva di HCC che si attestano attorno al 10% e sopravvivenze globali a cinque anni del 70-90%, valori sovrapponibili a quelli per trapianto di fegato per patologie non tumorali.
Oggi, inoltre, i MC sono stati adottati come strumento per determinare la priorità al trapianto nel sistema di allocazione di organi statunitense, l'UNOS (Union Network Organ Sharing), ed inseriti all'interno di sistemi di stadiazione o logaritmi terapeutici come il TNM (Tumor Node Metastasis) ed il Barcelona Clinic Liver Cancer (BCLC).

## Allargare i criteri?
Tuttavia, nonostante i risultati eccellenti, i MC presentano un importante problema di base: essi determinano una selezione molto severa dei pazienti, escludendo molti di essi dalla possibilità di usufruire di una terapia potenzialmente curativa come il trapianto epatico. In un'analisi effettuata nel triennio 1996-1998 sulla popolazione statunitense, El-Serag et al. mostrarono come solo il 12% dei pazienti con HCC venissero trattati con intento curativo (trapianto o resezione), con sopravvivenze a tre anni superiori al 50%, mentre tutti gli altri erano destinati a trattamenti palliativi o a nessun trattamento, con sopravvivenze a tre anni inferiori al 10%.
Oltre al suddetto rischio di non essere ritenuti idonei per il trapianto, anche i pazienti inseriti in lista d'attesa nei centri che adottano la politica di allocazione d'organo basata sui MC corrono il rischio di non poter usufruire di questa terapia: questo perché, durante l'attesa per il trapianto, il tumore può aumentare di dimensioni e superare i criteri, e quindi il paziente viene escluso dalla lista (drop-out). Nel 1999 Llovet et al., del gruppo di Barcellona, evidenziarono questo problema: nel loro lavoro essi compararono 77 pazienti sottoposti a resezione epatica con 87 pazienti trapiantati tra il 1989 ed il 1997, mostrando sopravvivenze intention-to-treat a 5 anni rispettivamente del 51% e del 69%.
Valutando tuttavia i fattori di rischio nei pazienti resecati, gli autori osservarono come pazienti ben selezionati per la chirurgia resettiva (bassi livelli di bilirubina, assenza di ipertensione portale) presentassero una sopravvivenza a 5 anni del 74%. Valutando poi le sopravvivenze a 2 anni dei due gruppi di trapiantati nel periodo 1989-1995 (no MC, 0 drop-out in lista) e nel periodo 1996-1997 (utilizzo dei MC, 8 drop-out in lista), le sopravvivenze risultarono essere l'84% ed il 54% rispettivamente (P 0.003). Perciò, paradossalmente, i pazienti trapiantati con i MC mostrarono sopravvivenze intent-to-treat peggiori dei pazienti resecati! Il motivo di questo apparente paradosso sono chiaramente da ricercare nella carenza di organi da trapiantare e quindi nei lunghi tempi di attesa che i pazienti hanno in lista, fatto che determina il loro drop-out. Per risolvere tale problema, si percorrono oggi tre diverse strategie: 
1. l'utilizzo di donatori viventi o di donatori cadaveri non-standard (ad esempio a cuore non battente, non-heart beating donors);
2. l'uso di terapie che facciano da ponte al trapianto (bridge therapy), come la resezione epatica o terapie locoregionali come la termoablazione e la chemioembolizzazione (tali terapie, quando il paziente supera i MC, vengono dette di downstaging, perché riportano il paziente entro i criteri di trapiantabilità);
3. allargamento dei criteri con utilizzo di politiche meno conservative. Il razionale di quest'ultimo punto è da ricercare nel fatto che gli MC siano stati concepiti per prevedere buoni risultati nei pazienti che soddisfano i criteri stessi, ma non per predire prognosi sfavorevoli nei pazienti che li superano[15]. In altri termini, esiste una quota di pazienti fuori dai MC che potrebbe comunque ottenere risultati accettabili in termini di sopravvivenze dopo trapianto di fegato tramite l'utilizzo di politiche più liberali.

## Criteri UCSF
I primi a proporre criteri allargati furono Yao et al., dell'Università della California, San Francisco (UCSF).
I criteri UCSF si basano anch'essi unicamente su parametri morfologici (lesione singola ≤ 6.5 cm, o al massimo 3 noduli con il maggiore ≤ 4.5 cm ed il diametro tumorale totale ≤ 8 cm, in assenza di metastasi e di invasione macrovascolare). Nel loro lavoro, Yao e coll. analizzarono retrospettivamente 70 pazienti sottoposti a trapianto di fegato per HCC in un periodo di 12 anni. I pazienti che rispettavano i nuovi criteri (60 pazienti, 86%) presentarono sopravvivenze globali ad 1 e 5 anni pari al 90% ed al 75.2%, rispettivamente, mentre i pazienti fuori dai criteri UCSF (10 pazienti, 14%) mostrarono il 50% di sopravvivenza ad 1 anno (P 0.0005).  Tali risultati suggerirono come un modesto incremento dei criteri non determinasse un importante decremento nelle sopravvivenze. Tuttavia, varie critiche vennero mosse a questo lavoro, prima delle quali fu quello di aver valutato lo staging tumorale in base ai dati radiologici e non a quelli anatomo-patologici: nel 2007 Yao pubblicò un nuovo lavoro nel quale confermava la validità del suo modello anche se applicato a parametri pre-operatori.
Tuttavia, i criteri UCSF non vengono ancora riconosciuti universalmente da tutti i centri: in vari studi europei e statunitensi sono emersi alcuni limiti relativi a questi criteri.
Ad esempio, in un ampio studio multicentrico condotto su 479 pazienti candidati a trapianto epatico per HCC in Francia dal 1985 al 1998, Decaens e coll. valutarono il ruolo dei criteri UCSF sia in base alle caratteristiche tumorali pre-trapianto che a quelle anatomo-patologiche post-trapianto. In base ai risultati ottenuti, i pazienti oltre i MC ma entro i criteri UCSF (cioè quelli che effettivamente hanno beneficiato dell'allargamento dei criteri) risultarono essere solo il 10% in base ai dati radiologici, e l'8% in accordo con l'analisi dei fegati prelevati. Inoltre, valutando le sopravvivenze “intent-to-treat” in base ai dati pre-trapianto, i pazienti oltre i MC ma entro i criteri UCSF presentarono sopravvivenze a 5 anni pari al 45.6 ± 7.8%, contro il 60.1 ± 3.0% dei pazienti entro i MC, evidenziando quindi sopravviene inferiori al 50%.

## Nuovi criteri: dimensioni e numero delle lesioni
Partendo dai risultati ancora decisamente discordanti relativi ai criteri UCSF, vari Autori hanno proposto nuovi criteri, con l'intento di aumentare l'effettiva quota di pazienti trapiantabili.
Molti di questi criteri si basano unicamente su una combinazione di dati morfologici, come i MC ed i criteri UCSF (dimensione tumorale, numero di lesioni, volume tumorale). 
Riportiamo di seguito un elenco di questi criteri:
- 2001: Clinica Universitaria de Navarra (CUN) = 1 HCC ≤ 6 cm o ≤ 3 HCC ≤ 5 cm[21]
- 2005: Sapienza Università di Roma = diametro tumorale totale ≤ 8 cm senza restrizione di numero[22]
- 2007: Dallas = 1 HCC ≤ 6 cm o ≤ 4 HCC ≤ 5 cm[23]
- 2007: Tokyo = ≤ 5 HCC ≤ 5 cm[24]
- 2007: Kyoto = ≤ 10 HCC ≤ 5 cm[25][26]
- 2008: Asan = ≤ 6 HCC ≤ 5 cm[27]
- 2008: Valencia = ≤ 3 HCC ≤ 5 cm con diametro tumorale totale ≤ 10 cm[28]
- 2008: TTV = volume tumorale totale ≤ 115  cm³[29].

## Nuovi criteri: ruolo dei parametri biomolecolari
Oltre agli aspetti morfologici, anche gli elementi di tipo bio-molecolare, come l'invasione vascolare, l'alfafetoproteina (AFP) ed il grading tumorale, ricoprono un ruolo molto importante come indici di aggressività biologica dell'HCC e come parametri predittivi di recidiva tumorale e di selezione dei pazienti per il trapianto.
L'invasione microvascolare in molti studi è risultata essere il più importante fattore di rischio per recidiva tumorale, con un rischio di ricomparsa di HCC dopo trapianto aumentato fino a 15 volte. Inoltre, nonostante dopo l'introduzione dei MC il numero e le dimensioni dei tumori si siano ridotti, i tassi di invasione microvascolare sono rimasti stabili (21-24%).
Già nel 2000 Marsh, del gruppo di Pittsburgh, propose di modificare il TNM dell'HCC non solo in funzione delle dimensioni e della distribuzione uni- o bilobare, ma anche della presenza di invasione microvascolare.
Purtroppo il limite di questo parametro è che esso viene diagnosticato solo all'esame anatomopatologico e che quindi non può essere determinato preoperatoriamente; di conseguenza, il suo impiego nei criteri di selezione al trapianto non è praticabile.
L'AFP rappresenta uno dei migliori parametri predittivi di invasione microvascolare utilizzati e ne rappresenta dunque un surrogato. In un ampio studio condotto comparando 15.906 pazienti trapiantati per HCC tra il 1997 ed il 2002 con 19.404 pazienti sottoposti a trapianto tra il 2002 ed il 2007 negli Stati Uniti (dati UNOS), l'AFP serica > 455 ng/mL risultò essere, assieme al MELD score > 20, il più importante carattere predittivo di mortalità dopo trapianto, con un rischio aumentato di 2.15 volte di decesso nei pazienti con questi valori.
L'AFP si correla inoltre con il grado di aggressività dell'HCC, ed il dosaggio dell'AFP mRNA è stato proposto come marker di disseminazione ematica dell'HCC, mostrando una correlazione evidente con l'invasione vascolare e con la scarsa differenziazione tumorale. Per questo motivo, alcuni autori hanno incorporato l'AFP all'interno dei loro criteri di selezione:
- 2007: Seul = HCC ≤ 5 cm senza restrizione di numero ed AFP ≤ 400 ng/ml[40]
- 2009: TTV/AFP = TTV ≤ 115  cm³ ed AFP ≤ 400 ng/ml[41].

In quest'ultimo lavoro, Toso e coll. analizzarono i dati UNOS riguardanti 6478 pazienti sottoposti a LT negli Stati Uniti dal 2002 al 2008, mostrando come solo il volume tumorale totale (Total Tumoral Volume, TTV) e l'AFP fossero risultati variabili indipendenti predittivi di sopravvivenza per il paziente, con un rischio 2 volte aumentato di mortalità per i pazienti fuori dai criteri proposti.
Il grading tumorale rappresenta un altro parametro di estrema importanza: Kirimlioglu et al. evidenziarono come, nonostante le piccole dimensioni, fino al 15% degli HCC sviluppasse aggressività biologica dopo LT. Klintmalm, analizzando 422 pazienti sottoposti a LT, mostrò come, in tumori ben differenziati, le dimensioni tumorali e l'invasione vascolare non peggiorassero le sopravvivenze o i tassi di recidiva, mentre il grading risultò essere l'unico fattore prognostico ad emergere dall'analisi statistica.
Nel 2004, Cillo e coll., del gruppo di Padova, presentarono uno studio nel quale venne messo in evidenza che parametri come il TNM ed i MC fossero meno abili nel predire la sopravvivenza nei pazienti ed i tassi di recidiva dell'HCC rispetto al grading tumorale: 33 pazienti con HCC diagnosticati preoperatoriamente con grading bene o moderatamente differenziato vennero comparati con 15 pazienti con diagnosi incidentale di HCC. Nonostante il 38% dei pazienti fosse fuori dai MC, a 5 anni la sopravvivenza globale fu del 75%, mentre quella libera malattia fu del 92%, con sole 3 recidive (6%).
Nel 2008, Zheng e coll., del gruppo di Hangzhou, proposero un nuovo modello, nel quale combinarono aspetti morfologici, AFP e grading: diametro tumorale totale ≤ 8 cm o, se > 8 cm, grading bene o moderatamente differenziato + AFP ≤ 400 ng/ml.

## Il “Metroticket paradigma”
Con una felice intuizione, Mazzaferro rappresentò questa pluralità di criteri proposti nei vari centri in giro per il mondo come una sorta di metropolitana globale, il costo del cui biglietto (il Metroticket, appunto) aumentava con l'allontanarsi dai MC. In altre parole, più lungo il viaggio dai limiti convenzionali (ad esempio, più grandi il numero o le dimensioni di un tumore), e maggiore il prezzo da pagare del biglietto (e cioè riduzione delle sopravvivenze dei pazienti). Questo spinse verso la creazione di un progetto che, avviatosi nel 2006, portò alla raccolta multicentrica di dati riguardanti pazienti fuori dai MC: il risultato di questo lavoro fu la nascita dei criteri up-to-seven.

## Criteri Up-to-seven
Nel 2009 Mazzaferro e coll. presentarono i risultati di questo studio riguardante 1112 pazienti trapiantati in 36 centri per HCC oltre i MC. La sopravvivenza dell'intera popolazione a 5 anni fu del 53.6%: tuttavia, in una popolazione selezionata di 283 pazienti che superavano i MC ma che però, in assenza di invasione microvascolare, rispettassero i cosiddetti criteri up-to-seven (HCC con sette come somma del diametro del tumore più grande + il numero delle lesioni), la sopravvivenza globale a 5 anni risultò pari al 71.2%, risultato sovrapponibile a quello ottenibile con pazienti entro i MC.
Tuttavia occorre ricordare che il parametro prognostico fondamentale dell'invasione microvascolare, può essere ottenuto solo a trapianto effettuato e quindi i cosiddetti criteria up-to-seven sembrano essere piuttosto illusivi e ben poco pratici.

## Quale criterio scegliere?
Nel 2009 Toso et al. proposero un lavoro nel quale analizzarono una popolazione tratta dall'Alberta Cancer Registry di 270 pazienti con la diagnosi di HCC, valutando come i 12 criteri allargati analizzati nel loro studio incidessero effettivamente nell'aumentare il volume dei pazienti da trapiantare per HCC. La percentuale di incremento dei potenziali pazienti trapiantabili mostrò un ampio range (12-63% rispetto ai MC). Alcuni criteri, come quelli di Seul (12%), quelli di Valencia (16%), quelli TTV/AFP (20%) o quelli UCSF (20%), risultarono molto conservativi.
I criteri Hangzhou risultarono essere quelli meno conservativi (63%). Tuttavia, come riportato dallo stesso Toso nel suo lavoro, l'utilizzo di criteri allargati necessita che le sopravvivenze ed i tassi di recidiva dei pazienti che li rispettano siano accettabili (almeno superiori al 50% a 5 anni) e stabili. Ad oggi, tuttavia, nessuno dei criteri allargati proposti è stato unanimemente riconosciuto come valido sostituto dei MC.